# Імператор Микола I (броненосець)
«Імператор Микола I» — ескадрений броненосець Балтійського флоту Російської імперії. Брав участь у Цусімській битві (1905) як флагманський корабель 3-ї Тихоокеанської ескадри.
Замовлений Товариству Франко-Російських Заводів в 1885 році. Являв собою поліпшений тип «Імператор Олександр II». Закладений в червні 1886 року. Спущений на воду 20 травня 1889 року. Уведений у лад у квітні 1891 року.
Будівельник корабельний інженер П. А. Титов. Старший суднобудівникН. Е. Кутейніков. Корабельні інженери А. Н. Крилов, Е. А. Введенський, Н. П. Хомяков і П. І. Боков.
Спеціально для броненосця «Імператор Микола I» в 1887 році був розроблений проект носової двогарматної 305мм/35 барбетної установки й кормової одногарматної 305мм/35 барбетної установки замість двох кормових гармат. Однак в 1888 році Великий Князь Олексій Олександрович наказав замінити 305мм/35 на 305мм/30 гармату в носовій установці, а від кормової відмовитися взагалі. В 1888 році із ініціативи наглядаючого Н. Е. Кутейнікова Морський технічний комітет вирішив замінити носову барбетну установку закритою баштовою, що викликало перевантаження в 50 тонн.

## Служба в російському флоті
- 1893—1893 — Перетнув Атлантику й брав участь у святкуванні із приводу 400-ліття відкриття Америки, що проходило в Нью-Йорку.
- Служба в Середземному морі.
- 1897—1898 — У складі ескадри контр-адмірала О. М. Андрєєва брав участь у міжнародній миротворчій операції на Криті.
- 1898 — Капітальний ремонт, швидкість зросла до 16,85 вузлів.
- Зробив перехід під прапором контр-адмірала Макарова на Далекий Схід.
- 1902 — Прибув на Балтику.
- 1902 — Змінений склад дрібнокаліберної артилерії, бойові марси опущені нижче, додано два прожекторні майданчики.
- 1904 — Зрізаний ют, на його місці встановили одну 152-мм гармату й шість 47-мм гармат.
- 3 лютого 1905 — Флагманський корабель Окремого загону кораблів під командуванням контр-адмірала Нєбогатова.
- 14 травня 1905 — Брав участь у Цусімський битві в складі 3-го загону броненосців. Серйозних ушкоджень не одержав (за винятком відірваної снарядом 305-мм баштової гармати), але витратив понад 2/3 боєзапасу. Втрати склали 11 людей убитими й 16 — пораненими. Наніс ушкодження японським броненосним крейсерам «Асама» і «Ідзумо».
- 15 травня 1905 — О 10-й годині ранку здався в полон за наказом контр-адмірала Нєбогатова.
- 13 вересня 1905 — Виключений зі списків російського флоту.

## Служба в японському флоті
- 23 травня 1905 — Включений до складу флоту як навчально-артилерійського корабель за назвою «Ікі».
- Жовтень 1915 — Потоплений як мішень.